# Roos Engineering
 (août 2025).
Motif : manque de sources secondaires centrées
- Archive Wikiwix
- Bing
- Cairn
- DuckDuckGo
- E. Universalis
- Gallica
- Google
- G. Books
- G. News
- G. Scholar
- Persée
- Qwant
- (zh) Baidu
- (ru) Yandex
- (wd) trouver des œuvres sur Wikidata

| 1. | Préciser le motif de la pose du bandeau. | Précisez le motif de la pose du bandeau en utilisant la syntaxe suivante : {{admissibilité à vérifier\|date=août 2025\|motif=remplacez ce texte par le motif}}                        |
| 2. | Informer les utilisateurs concernés.     | Pensez à avertir le créateur de l'article, par exemple, en insérant le code ci-dessous sur sa page de discussion : {{subst:avertissement admissibilité à vérifier\|Roos Engineering}} |

Roos Engineering est une entreprise suisse spécialisée dans l'entretien, la restauration et la préparation d'automobiles de marque Aston Martin.

## Description
Basée à Frauenkappelen en Suisse, l'entreprise est reconnue par Aston Martin comme spécialiste dans l'entretien des modèles de la marque mais est plus connue pour la préparation de breaks de chasse à partir d'Aston Martin de série. Elle en a construit trois : un basé sur la Lagonda, un autre sur la Virage Le Mans et un dernier sur la V8 Volante. La société est rattachée à l'entreprise Emil Frey qui vend et importe des automobiles.

## Historique
Roos Engineering, fondée en 1975 par Beat Roos, vend des Aston Martin dès 1977 avant de commercialiser également des moteurs et des carrosseries pour cette même marque à partir de 1990. En 2010, l'entreprise emploie quatorze personnes dont deux carrossiers.